# Heterocotinis nitidicollis
Heterocotinis nitidicollis är en skalbaggsart som beskrevs av Moser 1907. Heterocotinis nitidicollis ingår i släktet Heterocotinis och familjen Cetoniidae. Inga underarter finns listade i Catalogue of Life.